# DJ Rashad
DJ Rashad (né le 9 octobre 1979 et décédé le 26 avril 2014 à Chicago) est un compositeur et disc jockey américain de musique électronique. Il était connu en tant que producteur et DJ mais également en tant que pionnier du genre footwork, souvent associé au label discographique londonien Hyperdub.

## Biographie
Rashad Harden naît à Chicago et grandit dans la banlieue de Callumet City, aux États-Unis. Jeune fan de la branche musicale dérivée de la ghetto house, Rashad fait la rencontre de DJ Spinn à son lycée. Les deux débutent dans le DJing en 1996, puis participent à un split vinyle en 1998 au label Dance Mania. Spinn et Rashad contribuent toujours en équipe, tandis que le genre ghetto house évolue en parallèle au genre juke puis en footwork.
En 2012, Rashad fait paraître la compilation Teklife, Vol 1: Welcome to the Chi, puis son album Double Cup un an plus tard (2013). En 2013, il assure les premières parties de Chance the Rapper. Au début du mois d'avril 2014, il fait paraître un EP intitulé We On 1.
Le 26 avril 2014, DJ Rashad décède à l'âge de 34 ans,,. Le journal Chicago Sun-Times rapporte que l'un de ses amis l'aurait retrouvé mort dans son appartement situé dans le West Side (les quartiers ouest de Chicago).

## Discographie

### Albums studio
- 2006 : Juke Trax Online Vol. 3
- 2008 : Something 2 Dance 2
- 2011 : Just A Taste Vol. One
- 2012 : Teklife Volume 1 - Welcome To The Chi[2]
- 2013 : Double Cup[2]